# Styposis rancho
Styposis rancho là một loài nhện trong họ Theridiidae.
Loài này thuộc chi Styposis. Styposis rancho được Herbert Walter Levi miêu tả năm 1960.